# Victor Hănescu
Victor Hănescu (Bucarest, 21 luglio 1981) è un ex tennista romeno.

## Biografia

### Carriera
Passa professionista nel 2000, anno in cui comincia a frequentare il circuito dei futures, categoria in cui comincia a conquistare i primi tornei dalla stagione successiva quando da agosto in poi passa ai challenger dove si dimostra subito competitivo con una finale e due semifinali, tanto da terminare l'anno alla 212º posizione del ranking. Nel 2002 pur non raccogliendo risultati esaltanti continua la sua crescita, vincendo anche un challenger a Maia in Portogallo. Dal 2003 comincia a calcare i palchi più prestigiosi dei Masters Series e dei tornei dello Slam debuttando al Roland Garros e Wimbledon arrivando in entrambi i casi al terzo turno entrando così per la prima volta nelle prime 100 posizioni del ranking.
Il 2004 è un anno di transizione, non coglie particolari risultati tranne la semifinale di Scottsdale, ma dalla stagione successiva complici le semifinali conquistate a New Haven, Bucarest e i quarti di Sopot, Kitzbühel, ma soprattutto al Roland Garros, sale un altro scalino e tocca la 35º posizione del ranking, ma complice un infortunio ad una costola perde tutto il 2006 e così nel gennaio del 2007 deve ripartire dalla 759º posizione.
Grazie alle wild card e ai successi dei tornei challenger torna ben presto a frequentare tornei più importanti e a settembre gioca la sua prima finale ATP in carriera a Bucarest, perdendo in tre set da Gilles Simon, chiudendo l'anno intorno alla settantesima posizione dopo averne recuperate quasi 700.
Nel 2008 si qualifica per la semifinale a Kitzbühel e San Pietroburgo, viene eliminato al primo turno ai Giochi olimpici di Pechino e conquista il primo torneo ATP della carriera a Gstaad.
Nel 2009 torna sui livelli raggiunti quattro anni prima rientrando nelle prime quaranta posizioni del ranking.
Nel torneo di Wimbledon 2010 gli viene inflitta una multa di 15 000 dollari per condotta antisportiva.

## Statistiche

### Singolare

#### Vittorie (1)
| Legenda                   |
| Grande Slam (0)           |
| ATP World Tour Finals (0) |
| ATP Masters 1000 (0)      |
| ATP World Tour 500 (0)    |
| ATP World Tour 250 (1)    |

| Numero | Data           | Torneo                             | Superficie  | Avversario in finale | Punteggio |
| 1.     | 13 luglio 2008 | Allianz Suisse Open Gstaad, Gstaad | Terra rossa | Igor' Andreev        | 6-3, 6-4  |

#### Finali perse (4)
| Numero | Data              | Torneo                           | Superficie  | Avversario in finale | Punteggio     |
| 1.     | 16 settembre 2007 | BCR Open Romania, Bucarest       | Terra rossa | Gilles Simon         | 6-4, 3-6, 2-6 |
| 2.     | 12 luglio 2009    | Mercedes Cup, Stoccarda          | Terra rossa | Jérémy Chardy        | 6-1, 3-6, 4-6 |
| 3.     | 11 aprile 2010    | Grand Prix Hassan II, Casablanca | Terra rossa | Stan Wawrinka        | 2-6, 3-6      |
| 4.     | 21 maggio 2010    | Open de Nice Côte d'Azur, Nizza  | Terra rossa | Nicolás Almagro      | 7-6, 3-6, 3-6 |

### Doppio

#### Vittorie (1)
| Numero | Data           | Torneo                                         | Superficie  | Compagno        | Avversari in finale             | Punteggio |
| 1.     | 14 luglio 2008 | Interwetten Austrian Open Kitzbühel, Kitzbühel | Terra rossa | James Cerretani | Lucas Arnold Ker Olivier Rochus | 6-3, 7-5  |

#### Finali perse (2)
| Numero | Data              | Torneo                     | Superficie  | Compagno     | Avversari in finale              | Punteggio     |
| 1.     | 18 settembre 2005 | BCR Open Romania, Bucarest | Terra rossa | Andrei Pavel | José Acasuso Sebastián Prieto    | 6-3, 4-6, 6-3 |
| 2.     | 13 luglio 2009    | Mercedes Cup, Stoccarda    | Terra rossa | Horia Tecău  | František Čermák Michal Mertiňák | 7-5, 6-4      |

### Tornei minori

#### Singolare

##### Vittorie (8)
| Legenda tornei minori |
| Challenger (5)        |
| Future (3)            |

| Numero | Data              | Torneo                                    | Superficie  | Avversario in finale   | Punteggio     |
| 1.     | 6 maggio 2001     | Levice                                    | Terra rossa | Ivan Beros             | 6-4, 4-6, 6-1 |
| 2.     | 13 maggio 2001    | Prievidza                                 | Terra rossa | Petr Luxa              | 6-2, 6-1      |
| 3.     | 16 luglio 2001    | Galati                                    | Terra rossa | Artemon Apostu-Efremov | 7–6(2), 6-4   |
| 4.     | 30 settembre 2002 | Optimus Maia Open, Maia                   | Terra rossa | Óscar Hernández        | 6-1, 3-6, 6-3 |
| 5.     | 11 ottobre 2004   | Sir Supermercati Renault Challenger, Roma | Terra rossa | Francesco Aldi         | 7–6(4), 6-2   |
| 6.     | 7 settembre 2007  | Timișoara Challenger, Timișoara           | Terra rossa | Santiago Ventura       | 7–6(2), 6-3   |
| 7.     | 20 agosto 2007    | S Tennis Masters Challenger, Graz         | Terra rossa | Leonardo Mayer         | 7–6(2), 6-2   |
| 8.     | 30 settembre 2007 | Ipsos Bucharest Challenger, Bucarest      | Terra rossa | Marcel Granollers      | 7–6(6), 6-1   |

##### Finali perse (5)
| Legenda        |
| Challenger (4) |
| Futures (1)    |

| Numero | Data             | Torneo                                    | Superficie     | Avversario in finale    | Punteggio        |
| 1.     | 9 luglio 2001    | Bucarest                                  | Terra rossa    | Konstantinos Economidis | 7–6(2), 2-6, 1-6 |
| 2.     | 2 settembre 2001 | Black Forest Open, Freudenstadt           | Terra rossa    | Albert Montañés         | 0-6, 3-6         |
| 3.     | 1º maggio 2003   | Garden Open, Roma                         | Terra rossa    | Giorgio Galimberti      | 2-6, 4-6         |
| 4.     | 25 giugno 2007   | La Rinascente Tennis Cup, Milano          | Terra rossa    | Santiago Ventura        | 3-6, 5-7         |
| 5.     | 17 novembre 2008 | Dnipropetrovsk Challenger, Dnepropetrovsk | Cemento indoor | Fabrice Santoro         | 6-1, 3-6, 4-6    |